# Stenhomalus cephalotes
Stenhomalus cephalotes är en skalbaggsart som beskrevs av Maurice Pic 1928. Stenhomalus cephalotes ingår i släktet Stenhomalus och familjen långhorningar.
Artens utbredningsområde är Laos. Inga underarter finns listade i Catalogue of Life.